# Dubitacris
Dubitacris is een geslacht van rechtvleugeligen uit de familie veldsprinkhanen (Acrididae). De wetenschappelijke naam van dit geslacht is voor het eerst geldig gepubliceerd in 1937 door Henry.

## Soorten
Het geslacht Dubitacris  is monotypisch en omvat slechts de volgende soort:
- Dubitacris robustus (Henry, 1937)